# Granada atordidora
La granada atordidora o granada encegadora és una arma no letal, similar en molts aspectes a una granada de mà.

## Usos
Aquest tipus de granades són usades per confondre, desorientar, o distreure una amenaça potencial. Una granada atordidora pot degradar seriosament l'eficàcia de combat del personal afectat, fins per a minut. Un exemple és la granada M84, que en explotar produeix un centelleig de 6-8 milions de candeles i un so de 170-180 decibels. Aquesta granada pot ser usada per incapacitar la gent, generalment sense causar ferides o lesions serioses.

## Mode d'acció
El centelleig de llum activa momentàniament totes les cèl·lules fotosensibles en la retina, fent la visió impossible durant aproximadament cinc segons, o fins que l'ull retorni la retina al seu estat original, sense estímul lluminós. Els subjectes afectats per aquests objectes descriuen la visió d'un marc sol per cinc segons (com si la seva visió "prengués una fotografia") fins que això es descolora i torna la vista a la normalitat. Això és perquè les cèl·lules sensorials que han estat activades segueixen enviant la mateixa informació al cervell fins que tornen al seu estat de descans, i el cervell tradueix aquesta informació contínua en la mateixa imatge.
D'altra banda, el soroll increïblement fort emès per l'explosió de la granada contribueix a incapacitar l'audició de l'afectat, ja que interromp el fluid als canals semicirculars de l'oïda.

## Mecanismes de funcionament i components
El cos és un tub hexagonal d'acer amb forats al llarg dels costats que permeten que una rapidíssima ràfega de llum i so sigui emesa des del seu interior. Quan detona, l'assemblatge del cos de la granada roman intacte i no produeix cap fragmentació. Això es fa per prevenir les ferides de metralla, si bé encara és possible rebre una cremada o altres ferides que resulten de la detonació. La intensa calor generada per la detonació de la granada també pot encendre materials inflamables, com ara combustible o certes teles. Els incendis que van ocórrer durant el setge de l'ambaixada iraniana a Londres van ser causats per granades atordidoras. La seva càrrega consisteix en aproximadament 4,5 grams d'una mescla pirotècnica metàl·lica-oxidant de magnesi o alumini amb un reactiu, com ara perclorat d'amoni o perclorat de potassi que es barregen en llevar el fiador de la granada. L'explosió resultant de la mescla d'aquests compostos químics ocorre alguns segons després de realitzar aquesta acció.

## En els videojocs
En alguns videojocs hi apareix aquesta arma:
- Saga de jocs SOCOM: La granada Flashbang Mk-141 desorienta els enemics privant-los de la visió i l'audició temporalment, els deixa incapacitats i vulnerables per uns segons, i en algunes ocasions fa que es rendeixin.

- Saga de jocs Metal Gear Solid: Encega i atordeix als enemics comuns, i en el jugador deixen la pantalla en blanc per un breu període.

- Resident Evil 2, Resident Evil 4, Resident Evil 5: Atordeix als enemics comuns i destrueix els espècimens de les plagues que estan al descobert.

- Alan Wake: Destrueix els posseïts que caminen a prop quan detona.

- Call of Duty 4: Modern Warfare, Call of Duty: Modern Warfare 2, Call of Duty: Black Ops, Call of Duty: Mobile, Call of Duty: Black Ops II; Call Of Duty: Ghosts, Call of Duty: WWII: Actua d'igual forma que les reals en Call of Duty: Ghosts torna una variant anomenada Granada nou centelleigs és igual a les granades normals però amb la diferència que en esclatar produirà nou centellejos els quals incapaciten una mica més de temps als enemics.

- Gunz

- SWAT 3, SWAT 4
- Battlefield 2: Special Forces, Battlefield 4
- Mortal Kombat 3, Mortal Kombat: Armageddon i Mortal Kombat (2011): El personatge Kurtis Stryker usa aquestes magranes com a atac especial
- PlayerUnknown's Battlegrounds: Encega deixant la pantalla en blanc per uns segons.
- A Tom Clancy's Ghost Recon Wildlands es poden usar aquestes granades per encegar objectius i jugar de forma tàctica.

- A Garena Free Fire la manera d'ús d'aquesta granada és llançar-la a un esquadró enemic o només a un rival, sense que qui la llanci sofreixi dany però encega l'enemic deixant la pantalla en blanc per uns segons.